# Xestobium rufovillosum
El escarabajo del reloj de la muerte (Xestobium rufovillosum) es un coleóptero anóbido perforador de la madera, es decir, un escarabajo cuyas larvas son xilófagas; es una de las peores carcomas de las construcciones humanas.

## Imago
El adulto mide de 5 a 8 mm de largo, presenta una capucha amarilla rojogrisácea sobre la cabeza y los élitros.

## Larva
La larva puede llegar a 10-11 mm de largo. Cambia de color blanco al blanco amarillento. Es similar a la larva de la carcoma pero de mayor tamaño.

## Vuelo
Comienza a volar entre los meses de abril o mayo, tras un desarrollo larval que puede durar entre 3 y 6 años, o incluso 10 si las condiciones no son favorables.

## Daños causados
Esta plaga de la madera causa orificios de 2 a 3,5 mm. La larva deja oquedades lisas y lenticulares. No produce muchos daños, está muy extendida en Inglaterra y actualmente es bastante frecuente en Holanda.

## Especies atacadas
Sobre todo el roble, pero también otros caducifolios (abedules, alisos, olmos) y a veces a los pinos.
Necesita una humedad en la madera del 22 % para una temperatura de 22 a 25 °C.

## Nombres comunes en otros idiomas
- Nombre en alemán: Gescheckter Nagekäfer
- Nombre en catalán: escarbat del rellotge de la mort.
- Nombre en inglés: death watch beetle.
- Nombre en francés: grosse vrillette
- Nombre en neerlandés: bonte knaagkever.
- Nombre en italiano: tarlo orologio della morte.